# Municipio de Westtown
El municipio de Westtown (en inglés: Westtown Township) es un municipio ubicado en el condado de Chester en el estado estadounidense de Pensilvania. En el año 2000 tenía una población de 10352 habitantes y una densidad poblacional de 457,7 personas por km².

## Geografía
El municipio de Westtown se encuentra ubicado en las coordenadas 39°57′02″N 75°32′51″O / 39.95056, -75.54750.

## Demografía
Según la Oficina del Censo en 2000 los ingresos medios por hogar en la localidad eran de $85 049 y los ingresos medios por familia eran de $96 318. Los hombres tenían unos ingresos medios de $66 675 frente a los $43 482 para las mujeres. La renta per cápita de la localidad era de $36 894. Alrededor del 3,0% de la población estaba por debajo del umbral de pobreza.

## Educación
El Distrito Escolar del Área de West Chester gestiona escuelas públicas.